# Pierio Valeriano
Pierio Valeriano (1477-1558), également connu sous le nom de Johannes Pierius Valerianus ou Pierio Valeriano Bolzano, né Giovanni Pietro dalle Fosse, est un éminent humaniste de la Renaissance italienne, spécialisé dans l'étude des premiers hiéroglyphes égyptiens. Ses œuvres les plus célèbres sont Sur le malheur des savants (De litteratorum infelicitate) et Hieroglyphica, Sive, De sacris Aegyptiorvm literis commentarii, une étude sur les hiéroglyphes et leur utilisation dans l’allégorie.

## Biographie

### Jeunesse
Pierio Valeriano est né à Belluno, en Italie, le 2 février 1477, dans une famille démunie. Son père, Lorenzo, est un artisan mort vers 1492. Il laisse une veuve et quatre enfants dans la pauvreté avec un jeune Valeriano comme aîné. Il commence ses études dans sa ville natale, sous la conduite de Giosippo Faustino, un homme que Valeriano décrit plus tard comme un enseignant doué et talentueux. Valeriano garde un souvenir agréable de sa scolarité mais doit constamment subvenir aux besoins de sa famille. Vers 1493, Valeriano est amené à Venise par son oncle Urbano Dalle Fosse, proche des milieux franciscains et helléniste réputé. Le jeune Valeriano étudie le grec et suit les cours de professeurs prestigieux, dont Giorgio Valla et Marcantinio Sabellico. C'est ce dernier qui lui donne son surnom de Valeriano en l'honneur des muses.
Aux alentours de 1500, il s'installe à Padoue pour étudier auprès de Leoico Tomeo. Grâce aux relations de son oncle, Valeriano rencontre et instruit le fils du futur doge de Venise, Andrea Gritti. De 1500 à 1506, Valeriano partage son temps entre Padoue et Venise, nouant des contacts importants, par exemple avec l’ambassadeur de France Janus Lascaris, et rejoint les cercles universitaires vénitiens. Il commence alors à s'intéresser aux recherches de son oncle menées lors de ses voyages à travers le Proche-Orient, en particulier à propos des hiéroglyphes égyptiens. Il travaille alors pour Aldo Manuzio, avec lequel il se lie d'amitié.

### Période romaine

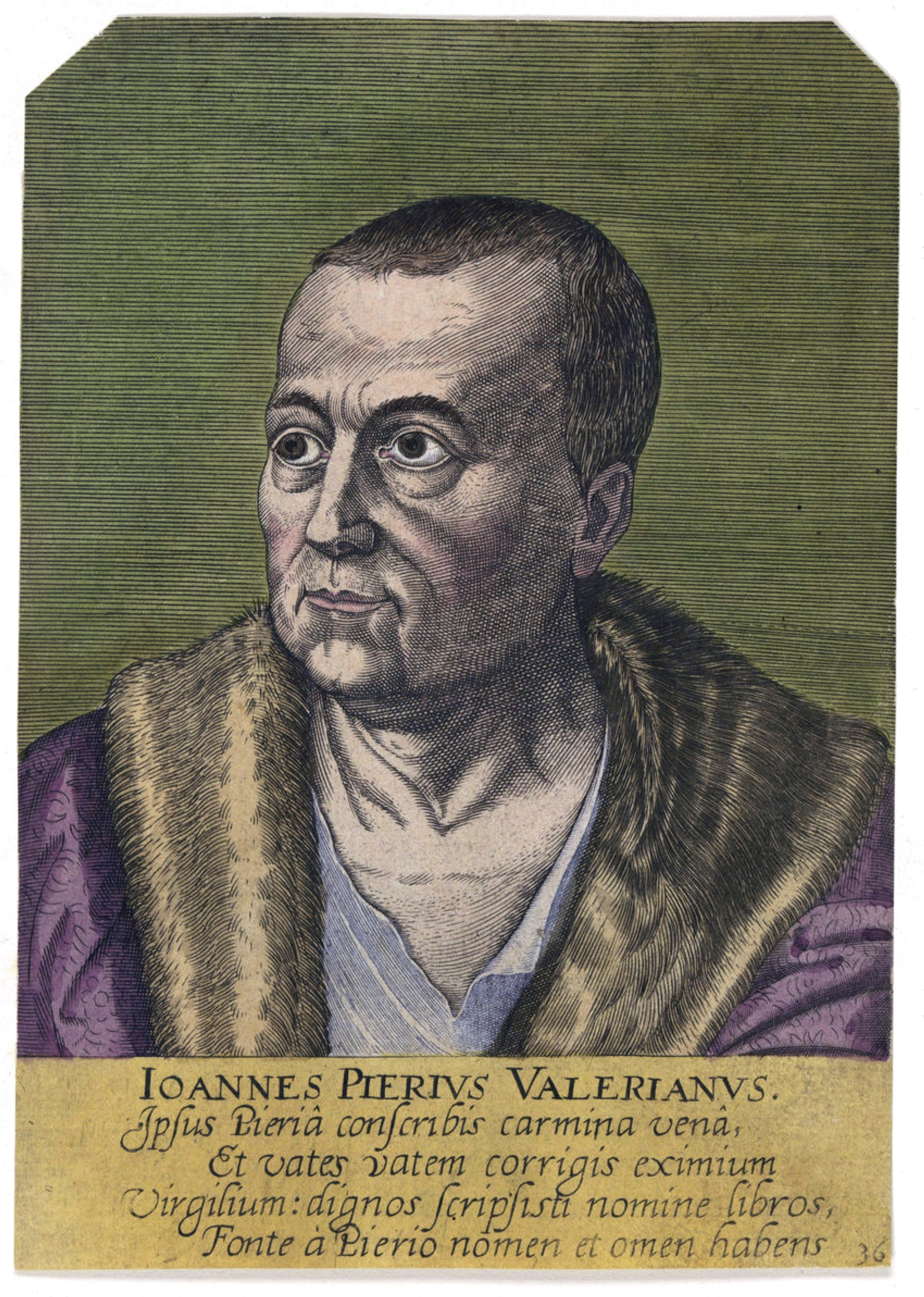
Giovanni Pietro Bolzani

En 1506, il déménage près de Vérone pour y rester jusqu'en 1509 lorsque la guerre de la Ligue de Cambrai le conduit à se réfugier à Rome. Peu après son arrivée, il entre en contact avec Gilles de Viterbe, qui le soutient dans son travail sur les hiéroglyphes et l'introduit dans des milieux intellectuels. En octobre 1509, le pape Jules II le nomme curé de Limana, poste occupé auparavant par son oncle maternel, ce qui lui assure quelques subsides. De 1509 à 1513, il tente de se faire une place à Rome, échouant à obtenir la protection du pape Jules II et de l'empereur Maximilien. Malgré cet échec, ses efforts lui permettent de susciter l'intérêt des humanistes.
Sa fortune change à la suite de l'élection de Giovanni de Médicis, un ancien élève de son oncle Urbano, devenu le pape Léon X en 1513. En raison de son lien avec le nouveau pape, Valeriano devient le tuteur de ses neveux, y compris du jeune Hippolyte de Médicis, ce qui l'amène dans le cercle proche de la cour papale. Les humanistes connaissent alors une vague de popularité et un mécénat actif sous le pontificat de Léon X. Valeriano, reconnu pour ses connaissances hiéroglyphiques, gagne un statut social grâce à son savoir et à ses connaissances.
Il devient le secrétaire du cardinal Jules de Médicis. Il bénéficie d'un accès presque illimité aux antiquités et aux hiéroglyphes dans les collections publiques et privées. Il rencontre quelques-uns des plus grands peintres de l'époque, y compris Raphaël, Michel-Ange et Titien.
Après la mort de Léon X en 1521 et l'avènement d'Adrien VI, Valeriano perd la protection pontificale, comme beaucoup d'humanistes, quittant la cité papale jusqu'à l'élection de son ancien employeur, Jules de Médicis, qui devint en 1523 le pape Clément VII. Sous les Médicis, Valeriano occupe plusieurs charges, notamment protonotaire apostolique, chambellan et chanoine de Belluno. De 1523 à 1527, il profite de cette relative prospérité pour poursuivre ses recherches sur les hiéroglyphes, partageant son temps entre Florence et Rome. Il continue à enseigner durant cette période, comptant parmi ses étudiants Giorgio Vasari, Alessandro Farnese et Hippolyte de Médicis.
Le sac de Rome en 1527 le contraint à fuir avec des princes de la famille Médicis et d'autres hauts dignitaires de la cour papale. Un soulèvement a lieu à Florence, destiné à renverser les dirigeants Médicis. Valeriano perd alors presque tous ses biens dans les deux villes. Peu avant sa mort, Clément VII nomme son neveu Hippolyte cardinal. Récompensé pour sa loyauté, Valeriano est nommé secrétaire de ce dernier, poste qui lui offre une relative stabilité. Son séjour à Rome ne dure pas, il est établi à Padoue en 1531 et à Belluno en 1532.

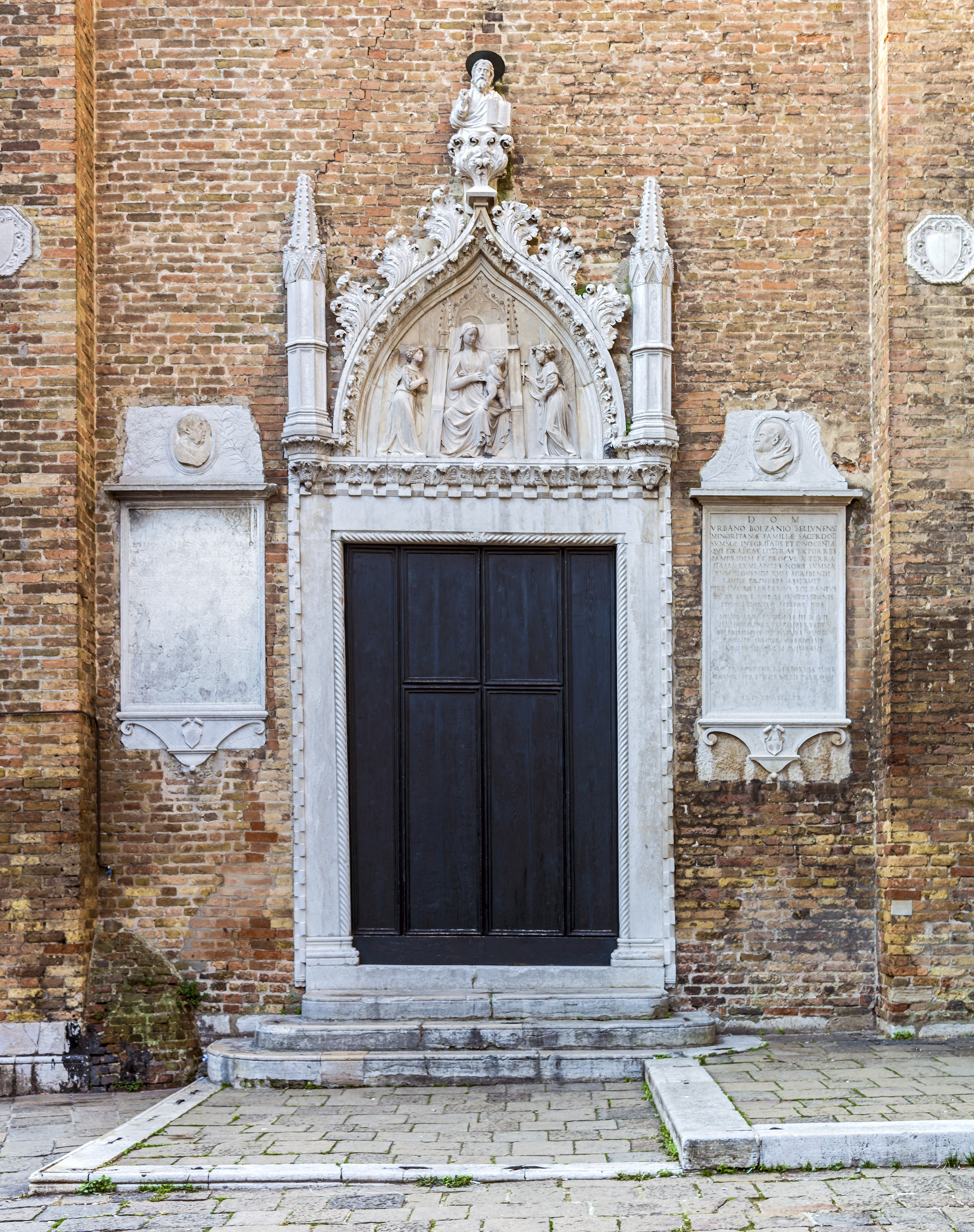
Tombes de Pierio Valeriano (à droite) et de son oncle Fra Urban Bolzanio (à gauche) dans la basilique Sainte-Marie-dei-Frari de Venise

### Retrait et héritage
En 1538, Valeriano est ordonné prêtre et retourne à Belluno, où il passe les vingt dernières années de sa vie à mener à bien ses projets scientifiques. Il continue à travailler à son ouvrage Hieroglyphica, qui, malgré son quasi-achèvement à la fin des années 1520, n'a été publié qu'en 1556, et à plusieurs ouvrages sur la grammaire grecque. En plus d'un voyage à Rome en 1536-1537, Valeriano passe le reste de sa vie entre Belluna et Padoue, avant d'y mourir en 1558. L'enseignement de Valeriano a inspiré de nombreuses personnes, notamment le célèbre écrivain et peintre Giorgio Vasari. Son œuvre, Hieroglyphica, vite tombée dans l'oubli, est un précurseur de livres tels que Iconologia de Cesare Ripa et un guide d'une grande part de l'iconographie de la Renaissance.

## Analyse de l'œuvre
Parmi ses livres, De litteratorum infelicitate (Sur le malheur des savants) et Hieroglyphica sive de sacris Aegyptiorum litteris commentarii (Hiéroglyphes, ou Commentaires sur les lettres sacrées des Égyptiens) sont ceux qui bénéficient de la plus grande postérité.
De litteratorum infelicitate est un traité sur les malheurs des savants, contenant des anecdotes sur leur pauvreté, leur vie et leur mort. Bien que certaines des histoires soient d'une authenticité douteuse, le livre fournit un aperçu de la vie des humanistes italiens dans la première moitié du XVIe siècle.
Son ouvrage sur les hiéroglyphes a été écrit à la suite de la redécouverte enthousiaste des écrits de Horapollon sur le sujet mais publié une fois cette ferveur retombée. Hieroglyphica est influencé par le philosophe alexandrin, par les 
connaissances de son oncle tirées de ses voyages et par ses propres recherches sur les antiquités égyptiennes conservées en Italie.
Chaque entrée contient une dédicace à diverses personnes qui ont soutenu ou influencé Valeriano dans ce recueil d'images. L'ouvrage est publié à Bâle en 1556, réimprimé sept fois au cours des cent-vingt années ultérieures, traduit en français en 1576 et 1615, en italien en 1602. Valeriano est aussi un écrivain prolifique de poésie latine. Un poème de 1549, « Pierus », écrit en forme de poire, est un exemple précoce de poésie concrète. Il était assez célèbre pour être connu en Angleterre, où il fut attaqué par Gabriel Harvey (en).
Pierio Valeriano est également l'auteur d'un Compendium in sphæram.
Il ne reste que peu d'originaux de son travail littéraire et peu de copies subsistent en dehors des bibliothèques et des archives muséales.